# Пулітцерівська премія за музичний твір

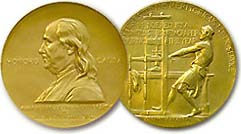
Золота медаль Пулітцерівської премії

Пулітцерівська премія за видатний музичний твір (англ. Pulitzer Prize for Music) — одна з номінацій в області музики Пулітцерівської премії.
В області музики премія вручають у розмірі трьох тисяч доларів. Її присуджують за видатний твір американського композитора, створений у будь-якій великій формі — це оркестрові, хорові та камерні твори, опери й інші композиції.
Пулітцерівська премія за видатний музичний твір вручається щорічно з 1943 року, за винятком 1953, 1964, 1965 і 1981 років. Чотири людини здобули премію двічі:
- Барбер, Семюел — 1958, 1963;
- Картер, Елліотт — 1960, 1973;
- Менотті, Джанкарло — 1950, 1955;
- Пістон, Волтер — 1948, 1961.

## Лауреати
- 1954 — Квінсі Портер[en]

- 1982 — Роджер Сешнз